# Produktstrategie
Produktstrategie ist in der Betriebswirtschaftslehre die Strategie, bestimmte Produkte oder Dienstleistungen im Rahmen des Produktmanagements zur Ausnutzung von Marktpotenzialen herzustellen und zu vertreiben.

## Allgemeines
Strategien zeigen in Unternehmen Wege zur Erreichung der Unternehmensziele auf, wobei die Produktstrategie die wesentlichste Unternehmensstrategie darstellt. Die Produktstrategie entscheidet darüber, welche Produkte entwickelt, beibehalten, verkauft, verändert oder aufgegeben werden und muss sich dabei intensiv mit dem Marketing und der Produktpolitik abstimmen.

## Bestandteile
Die zentralen Handlungsfelder der Produktstrategie sind:
| Handlungsfeld          | Inhalt |
| ---------------------- | --- |
| Produktdifferenzierung | Es werden Produkte/Dienstleistungen hergestellt, die sich vom Ausgangsprodukt mehr oder weniger stark unterscheiden. |
| Produktvariation       | Es werden Varianten hergestellt, die das bisherige Produkt oder die bisherige Dienstleistung ersetzen.               |
| Produktentwicklung     | durch Vorentwicklung, Forschung und Entwicklung und Konstruieren entstehen neue Produkte.                            |
| Produktinnovation      | wird durch technischen Fortschritt erreicht.                                                                         |
| Lifecycle-Management   | begleitet den Produktlebenszyklus von der Markteinführung bis zur Produkteliminierung.                               |
| Produkteliminierung    | finale Produktstrategie, die Produkte/Dienstleistungen vom Markt nimmt.                                              |

Auch Produktprogrammplanung, Preisdifferenzierung und Zielgruppenplanung werden zuweilen zur Produktstrategie gerechnet:
- Preisdifferenzierung sind sämtliche Maßnahmen, für das gleiche Produkt (bei konstant bleibender Produktqualität) oder die gleiche Dienstleistung (bei konstant bleibender Dienstleistungsqualität) unterschiedliche Preise zu verlangen.
- Planung der Zielgruppen: Auswahl derjenigen Nachfrager, die als potenzielle Käufer in Frage kommen.

Durch Diversifikation ergeben sich weitere Möglichkeiten zur Verbesserung der Produktstrategie etwa durch Produktinnovationen.

## Wirtschaftliche Aspekte
Produktstrategien beruhen auf einer gründlichen Marktanalyse von Marktdaten, aus denen sich das Marktpotenzial ergibt. An die Marktanalyse schließt sich das Produktmanagement an. Handlungsfelder der Produktstrategie sind Produktdifferenzierung, Produktvariation, Produktentwicklung, Produktinnovation, das Lifecycle-Management und die Produkteliminierung. Ein größeres Handlungspotenzial hat die Produktstrategie in Mehrproduktunternehmen, weil hier die Produkte eine größere Dynamik entwickeln. Die Produktstrategie stellt im Regelfall die Voraussetzung einer Marketingstrategie dar.